# Катран (рослина)
Катран (Crambe) — рід трав'янистих рослин з родини капустяні (Brassicaceae).

## Будова
Росте гарним кулястим кущем заввишки 1 м, який густо галузиться. У травні катран вкритий численними білувато-кремовими квітками з густим медово-духмяним запахом. М'ясисті сизуваті листки схожі на капусту.

## Поширення та середовище існування
В Україні в степовій зоні росте шість видів катрану. Поширений на степових тирлиськах, кам'янистих і солонцюватих місцинах, крутосхилах, осипах, приморських пісках.

## Практичне використання
На Приазов'ї, у степовій частині Криму, на Кавказі молоді, білі паростки катрану традиційно залучалися до їжі. Ранньої весни їх зрізують, відварюють у солоній воді і готують як спаржу або цвітну капусту.
Паростки, що виходять на поверхню ґрунту ранньою весною, утворені щільно згорнутими молодими листками у вигляді качана. Їх можна маринувати, солити про запас як капусту.
Товсте коріння, що проникає до 2 метрів у ґрунт, містить багато цукру й крохмалю. Насіння має 17,7—40,3 % жирної олії, яка відзначається гіркуватим присмаком.
На Херсонщині та Запоріжжі раніше з качанів катрану готували січеники. Качани вимочують на 30 хв у холодній воді, нарізують шматочками і тушкують у молоці. Потім додають пшеничної крупи і тушкують 10—15 хв. Охолоджують, додають сирих яєць, солі, ділять на грудочки, що обкочують у борошні у формі котлет, і смажать на олії.

## Галерея

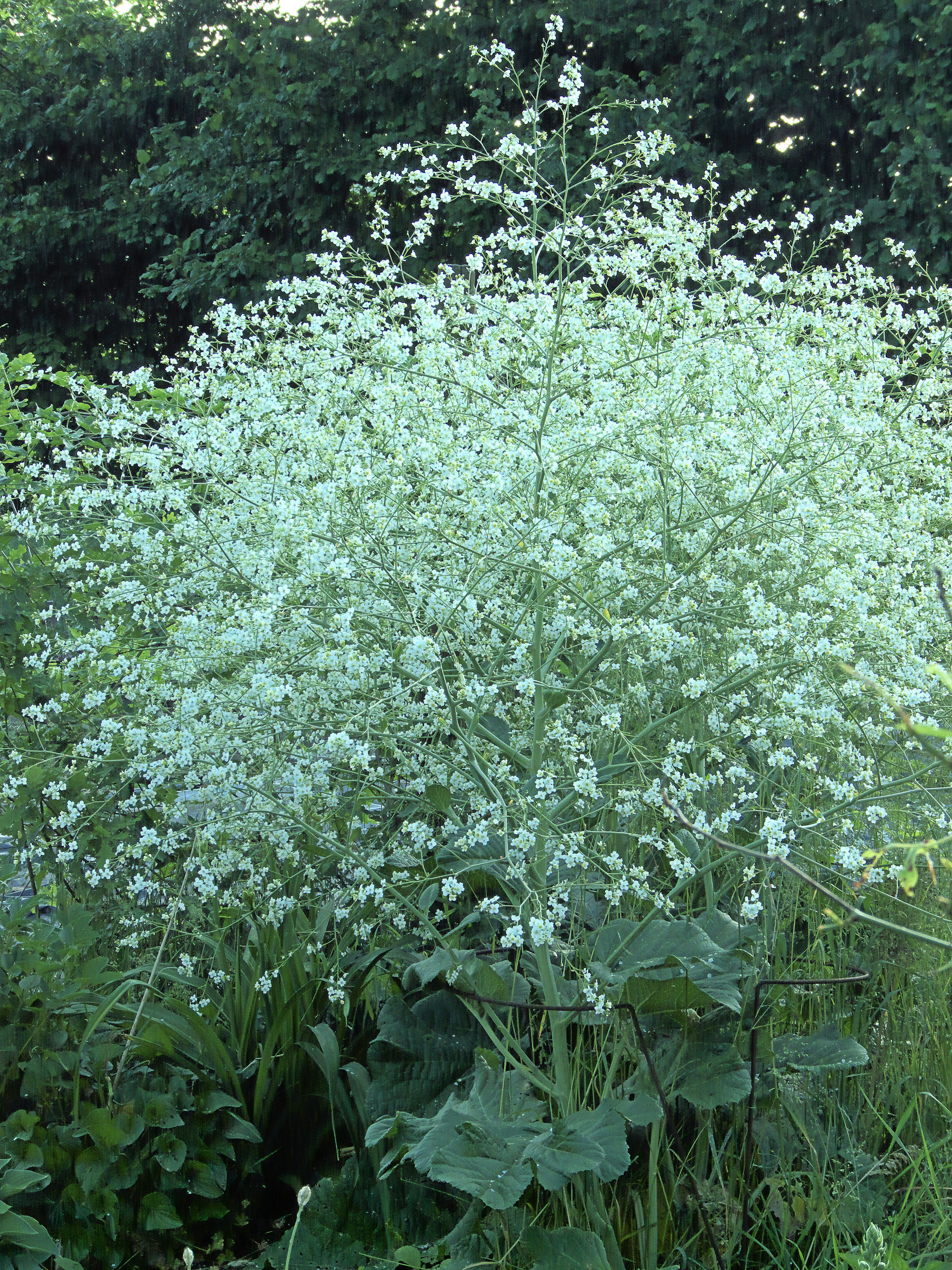
Crambe cordifolia
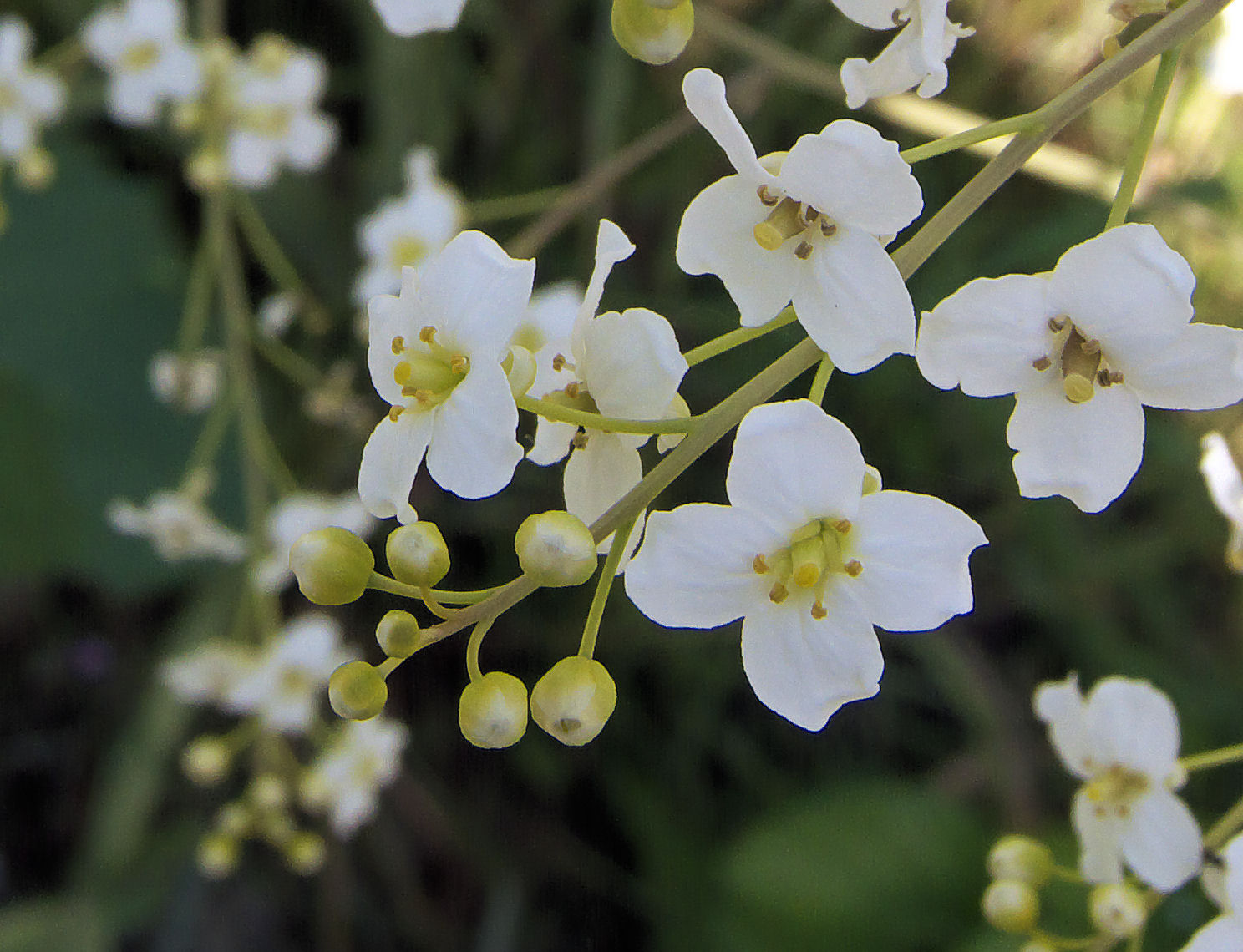
Квіти Crambe cordifolia
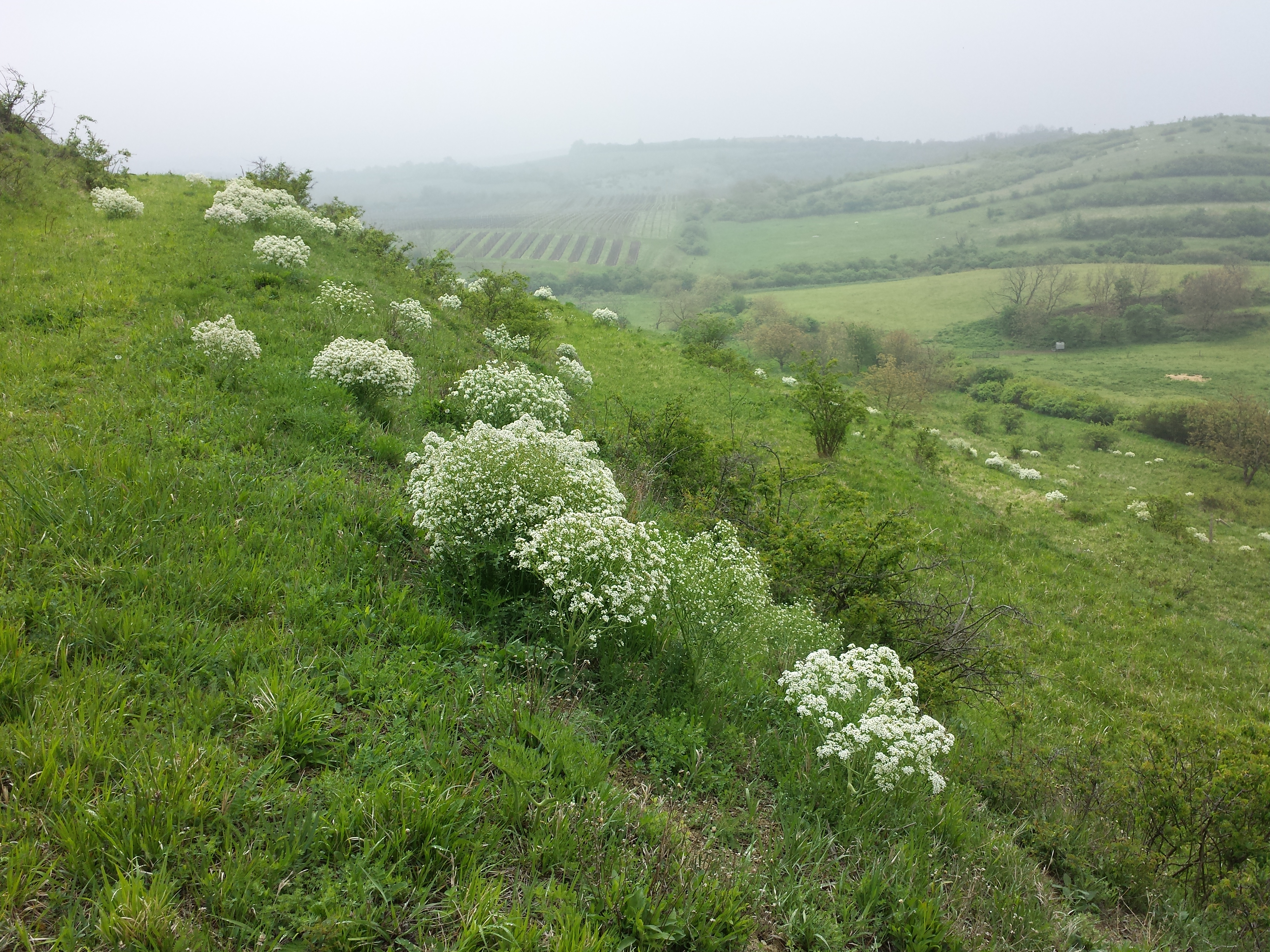
Crambe tataria